# ティブルティーナ駅 (ローマ地下鉄)
ティブルティーナ駅(Tiburtina)はローマ地下鉄のB線の駅の一つである。
駅は同名のトレニタリアの列車が停車する鉄道駅（ローマ・ティブルティーナ駅）の地下にある。
上にある鉄道駅では州内鉄道線であるローマ近郊鉄道FL1線とローマ近郊鉄道FL2線の列車および長距離列車が停車する。
地下鉄駅は、1990年12月8日に落成した。

## 周辺
- ローマ・サピエンツァ大学
- ヴェラーノの墓碑
- サン・ロレンツォ・フオーリ・レ・ムーラ聖堂
- クアルティエーレ・サン・ロレンツォ

## 施設
駅には以下の施設がある:
- 乗り換え用駐車場約130台分、ピエトロ・レレミータ通り沿い。
- 障害者を運ぶ設備
- エレベーター
- エスカレーター
- 国内・国際バス乗り場
- COTRAL幹線バス乗り場: